# Garelli M 107
Die Garelli M 107 ist ein historisches Motorrad des italienischen Herstellers Garelli. Sie wurde ab 1924 produziert und stellt ein bedeutendes Beispiel für die technischen Neuheiten des Unternehmens in den 1920er Jahren dar.

## Geschichte
Die Garelli M 107 wurde nach dem Ersten Weltkrieg entwickelt und basierte auf Patenten von Adalberto Garelli. Das Modell hatte das von Garelli für Bianchi entwickelte Getriebe in einer vereinfachten Form und einen Zweitaktmotor mit zwei Arbeitskolben und einer gemeinsamen Brennkammer (Doppelkolbenmotor [U-Form]). Typisch für Garelli-Motorräder jener Zeit war die Position des Magnetzünders vor den Zylindern. Das Zweiganggetriebe war im Motorgehäuse integriert.
Die M 107 war für ihre robuste Konstruktion sowie ihre Zuverlässigkeit bekannt und wurde auch für Langstrecken genutzt. Sie blieb bis in die frühen 1930er Jahre in Produktion.
Ein erhaltenes Exemplar, einschließlich originaler Dokumente und originalem italienischen Kennzeichen, befindet sich in restauriertem Zustand im Sammlungsbestand von Ruote da Sogno in Italien.

## Technische Daten
| Merkmal        | Angabe                                                                         |
| -------------- | ------------------------------------------------------------------------------ |
| Baujahr        | 1924–1930er Jahre                                                              |
| Motortyp       | Einzylinder-Zweitaktmotor mit zwei Arbeitskolben (Doppelkolbenmotor in U-Form) |
| Hubraum        | 350 cm³                                                                        |
| Leistung       | ca. 16 PS (geschätzt)                                                          |
| Getriebe       | 2-Gang-Getriebe, im Motorgehäuse integriert                                    |
| Antrieb        | Kettenantrieb                                                                  |
| Zündung        | Magnetzündung, positioniert vor den Zylindern                                  |
| Rahmen         | Stahlrohrrahmen                                                                |
| Besonderheiten | Kompakter Aufbau, hohe Laufruhe, einfacher Wartungszugang                      |